# غوردون ماكفيرسون
غوردون ماكفيرسون (بالإنجليزية: Gordon McPherson)‏ هو ملحن بريطاني، ولد في 1965.